# A Test Before Trying
A Test Before Trying (с англ. — «Тест перед попыткой») — десятый эпизод двадцать четвёртого сезона мультсериала «Симпсоны». Выпущен 13 января 2013 года в США на телеканале «Fox».
Эпизод посвящён памяти Хьюэлла Хаузера, который умер за 6 дней до выхода эпизода в возрасте 67 лет. Хаузер был приглашённой звездой в 8 эпизоде 21 сезона «O Brother, Where Bart Thou?».

## Сюжет
Три инспектора посещают Спрингфилдскую начальную школу, чтобы дать ученикам стандартизированный тест. Все ученики, кроме Барта (он весь день играл с жуком), проваливают тест, из-за чего школу собираются закрыть, а детей отправить в другие школы. Однако, когда Лиза узнаёт, что Барт не был в школе, она рассказывает об этом школьному персоналу. Учителя пытаются убедить Барта, чтобы тот сделал тест. Но Барта это не волнует. На следующий вечер Барту снится сон про то, как Спрингфилд стал самым глупым городом в стране, и он меняет решение. Так как Барт не готов, он отвечает на вопросы, на которые не знает ответа, заштриховывая кружок с вариантом «B». За десять секунд до проверки на последний кружок с вариантом «C» в бланке ответов приземляется жук, с которым Барт играл ранее. Барт проходит тест, и школа остаётся открытой.
В это время мистер Бёрнс повышает цены на электричество. Поэтому Гомер выбрасывает предметы домашнего обихода на свалку. Тут он находит старый парковочный счётчик, который всё ещё работает. Он решает использовать его, чтобы заработать мелочь. План Гомера проходит успешно до тех пор, пока он не узнаёт, что шеф Виггам ищет вора с фальшивым счётчиком. Сбегая от Виггама, Гомер случайно ломает счётчик. Все заработанные деньги Гомер бросает в колодец желаний по совету Мардж.

## Рейтинги
Эпизод получил рейтинг Нильсена 2.4, его просмотрело 5,04 миллиона зрителей в возрасте 18—49 лет.

## Оценки
Роберт Дэвид Салливан из «The A.V. Club» дал эпизоду оценку «B» со словами
Если вы либерал, то можете рассматривать эпизод как критику стратегии «тест, тест, тест», которая часто предлагается в качестве альтернативы улучшения финансирования государственных школ. Если вы консерватор, то можете посмеяться над некомпетентностью и опустошённостью администраторов общественных школ. Барту, конечно же, безразлично, что вы сделаете
.